# Глібовицький Микола
Мико́ла Па́влович Глібови́цький; (9 грудня 1876, с. Черемхів, Коломийський повіт, Королівство Галичини та Володимирії, Австро-Угорщина — 18 листопада 1918, с. Лісна Слобідка, Коломийський повіт, Західноукраїнська Народна Республіка) — галицький правник і політичний діяч.

## Короткий життєпис
Народився в родині священика о. Павла Глібовицького в с. Черемхів (тепер Коломийського району Івано-Франківської області).
Закінчив німецьку початкову школу в Чернівцях, державну гімназію в Коломиї. В 1894—1898 рр. вивчав право у Віденському університеті. В 1900 р. отримав звання доктора юриспруденції (Відень).
1900 р. — адвокат-стажист у Коломиї; 1903 р. — адвокатська практика в Окружному суді Відня та Окружному суді Коломиї. З 1904 р. — адвокат-стажист у Золочові.

## Громадська діяльність
У 1900 р. став співзасновником Русской народной партіі. Був у 1908 і 1909 роках співорганізатором Слов'янських конгресів у Празі. Автор численних брошур і статей з пропагандою ідей москвофільства. Був редактором москвофільських часописів «Галичанинъ» і «Русское слово».
Посол ХІ каденції австрійського Райхсрату (1907—1911) від двомандатного округу 63 — громади Золочів, Буськ, Кам'янка-Струмилова, Олесько (за винятком сіл Кути і Юськовичі), Перемишляни (за винятком сіл Бачів, Болотня, Костенів, Подусільна, Кореличі, Новосілка, Брюховичі, Войцєховичі, Добряниця, Янчин). У Райхсраті увійшов до Клубу чеських аграріїв; з листопада 1907 р. — в «Русско-народний клуб» [Старорусскій).
У серпні 1914 р. заарештований за москвофільство. Був ув'язнений в тюрмі Терезіна до початку 1918 р. Захворів і незабаром після звільнення помер.